# Дніпро (електродепо)
Електродепо «Дніпро» — колишнє перше депо Київського метрополітену. Споруджене 1960 року й обслугувало Святошинсько-Броварську лінію. 

## Історія
Будівництво Київського метрополітену розпочалося в 1949 році. На першому етапі планувалася лінія від станції «Дніпро» до станції «Вокзальна». На першому етапі будівництва головною була визначена саме станція «Дніпро», бо глибини інших станцій метро не дозволяли зробити сполучну гілку з поверхні через недопустимий нахил. Саме через неї здійснювалося постачання основних будівельних компонентів метрополітену та рухомий службовий та пасажирський склад.
Усе спорядження метрополітену доставлялися до залізничної станції «Дарниця». Від неї колії прямували до спеціального гейту на трамвайні колії, де спеціальними платформами через міст Патона доставлялися до станції метро «Дніпро». Там побудували перше електродепо Київського метрополітену і майстерні рухомого складу. 
Під естакадою станції метро спорудили унікальну розворотну платформу-ліфт, яка підіймала вагони та будівельні матеріали на основні платформи станції. Діюча копія цієї унікальної споруди нині експонується в Музеї Київського метрополітену. 
У 1965 році відкрито міст Метро та Дарницьке електродепо. Підйомну платформу ліквідовано, а розворотне коло перенесено до Дарницького електродепо. Майстерні певний час використовувалися службою метрополітену.

## Сучасний стан
На місці електродепо планувалося створення музею метрополітену. Але, ця ділянка була викуплена і планується створення ресторанного комплексу, що спричинило громадський скандал.